# Un-Thinkable (I'm Ready)
„Un-Thinkable (I'm Ready)“ je píseň americké R&B zpěvačky-skladatelky Alicia Keys. Píseň pochází z jejího čtvrtého studiového alba The Element of Freedom. Produkce se ujal producent Noah "40" Shebib.